# Yaniss China
Pour les articles homonymes, voir China.
Yaniss China  est un joueur français de volley-ball né le 7 octobre 1989. Il mesure 1,80 m et joue réceptionneur-attaquant.

## Clubs
| Club                        | Pays   | De        | À         |
| --------------------------- | ------ | --------- | --------- |
| FL Saint-Quentin            | France | 2007-2008 | 2013-2014 |
| Stade Poitevin Volley Beach | France | 2016-2017 | ...       |

## Palmarès
- Championnat de France Pro B (1)
  - Vainqueur :  2008